# Marco Frapporti
Pour les articles homonymes, voir Frapporti.
Marco Frapporti (né le 30 mars 1985 à Gavardo, dans la province de Brescia, en Lombardie) est un coureur cycliste italien. Son frère Mattia et sa sœur Simona sont également professionnels.

## Biographie
Marco Frapporti est passé professionnel en 2008 dans l'équipe CSF Group Navigare.
Il décroche sa première victoire chez les professionnels en 2009 en remportant la 2e étape du Tour de la province de Grosseto.
Fin 2014, La Gazzetta dello Sport révèle qu'il fait partie des clients du controversé médecin italien Michele Ferrari.

## Palmarès

### Palmarès amateur
- 2002
  - Une étape des Tre Ciclistica Bresciana
- 2003
  - Une étape des Tre Ciclistica Bresciana
- 2004
  - Gran Premio San Gottardo
  - Gran Premio San Luigi
  - 2e de la Medaglia d'Oro Nino Ronco
  - 3e de la Coppa Città di Bozzolo
- 2005
  - Piccola Coppa Agostini
- 2005
  - 3e du Circuito del Porto-Trofeo Arvedi
- 2006
  - 2e du Gran Premio Calvatone
- 2007
  - 2e étape du Giro Pesca e Nettarina di Romagna
  - Trofeo Comune di Cafasse
  - Coppa Città di Rosà
  - Giro del Canavese
  - Tour de Lombardie amateurs
  - 2e du Trophée Edil C

### Palmarès professionnel
- 2008
  - 2e du Grand Prix de l'industrie et du commerce de Prato
- 2009
  - 2e étape du Tour de la province de Grosseto
- 2010
  - 5e étape du Tour de Grande-Bretagne
- 2011
  - 1re étape du Brixia Tour
- 2013
  - 4e étape de la Route du Sud
  - 3e du Grand Prix du canton d'Argovie
- 2016
  - 2e des Quatre Jours de Dunkerque
- 2017
  - 2e du Grand Prix de Lugano

## Résultats sur les grands tours

### Tour d'Italie
7 participations 
- 2010 : 138e
- 2011 : 132e
- 2014 : 108e
- 2015 : 98e
- 2018 : 119e
- 2019 : 81e
- 2020 : 108e

## Classements mondiaux
| Année           | 2005 | 2006 | 2007 | 2008 | 2009 | 2010 | 2011 | 2012 | 2013 |
| --------------- | ---- | ---- | ---- | ---- | ---- | ---- | ---- | ---- | ---- |
| UCI Europe Tour | 692e | 968e | 208e | 318e | 237e | 365e | 576e | 294e | 227e |